# سد لار
سد لار هو أعلى سد ترابي في إيران والذي يقع عند سفح جبل دماوند في محافظة آمل، حيث يبلغ ارتفاعه 150 متراً وقد استغرَق انشائه فترة 6 سنوات وهو من السدود التي توفر المياه العذبة لشرب سكان ضواحي آمل فضلاً عن أنه مصدر شبكات الري الزراعي في المنطقة. بالإضافة إلى ذلك فإن الغرض الرئيسي من السد هو إمدادات المياه البلدية لطهران ولكن قبل وصول المياه إلى محطة الترشيح في المدينة، فإنه يُستَخدَم لتشغيل محطات الطاقة مثل محطتي كالان ولافاراك الكهرومائية.

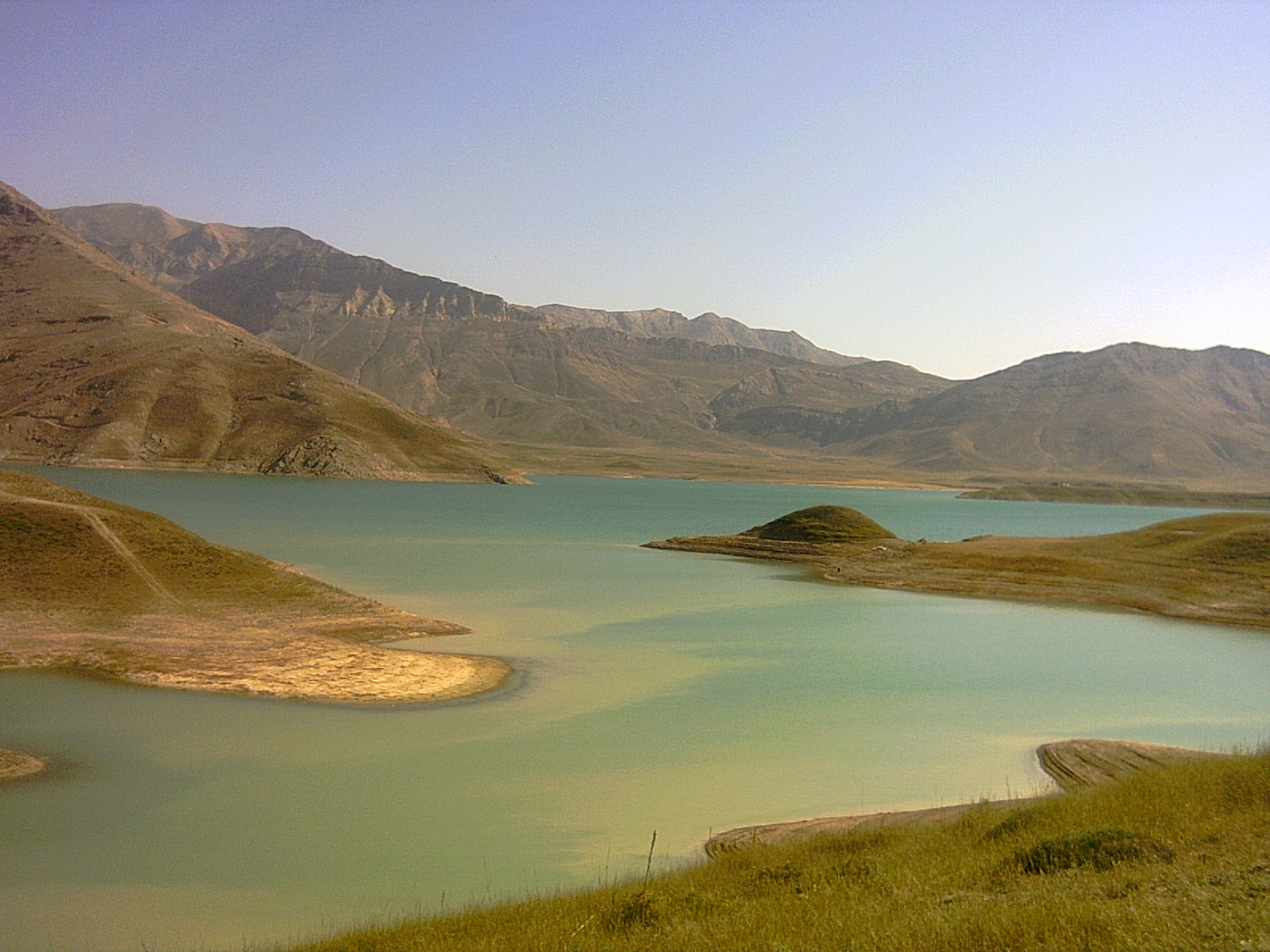
سد لار والذي يُعتبَر أعلى سد ترابي في إيران

## الموقع
يقع سد لار داخل محمية لار الوطنية. كما ويقع على بعد 70 كيلومتراً شمال شرق المدينة الأكثر اكتظاظا بالسكان في البلاد وهي العاصمة طهران.

## التأريخ
بدأ بناء السد في عام 1974م، وانتهى بعد ست سنوات أي في عام 1981م. عندما بدأ العمل في الخزان الرئيسي في عام 1980، بعد ذلك تم اكتشاف تسرب في المصب. وقد تم حشو الأساس بنجاح. وكان أحد أهداف بناء سد لار هو تزويد جزء من أمول بمياه الشرب، ولم يكن من الممكن في البداية تشغيل السد بطاقته الاسمية، بسبب مشكلة تسرب المياه. يتم نقل المياه المخزونة في خزان السد أولاً إلى محطة كهرباء كالان ثم إلى محطة الطاقة لافارك على بعد 3 كيلومترات من خزان سد لاتيان، من خلال نفق كالان الطويل البالغ طوله 20 كيلومتراً. بعد توليد الكهرباء، ينضم الماء ويغذي خزان سد لاتيان. يذكر أنه تم تشغيل محطة كالان للطاقة في عام 1998 ولافاراك في مارس 2012 ويوليو 2013م.

## بحيرة السد
ان بحيرة سد لار لكونها تقع على مقربة من جبل دماوند وسهل لار، تُعَد أحد المتنزهات والمراكز الترفيهية في المنطقة والواقعة في ضواحي طهران والتي تبلغ مساحتها 20 كيلومترمربع، الا انه في الاعوام الاخيرة. تحولت هذه البحيرة إلى مركز مهم لتربية الأسماك وصيدها، إضافةً إلى ممارسة العاب رياضية مثل التزلج على الماء. وفي الشهر الثاني من العام الإيراني (ارديبهشت) الذي يوافق أيار مايو، تظهر حول البحيرة زهور شقائق النعمان، ما يضفي روعةً وجمالاً على جاذبيات هذه المنطقة الخلابة. وفي جوار هذه البحيرة، نرى متنزه «لار» الوطني.

## الجفرافيا
ان منطقة لار وبسبب غناها الطبيعي فهي تُعتبَر مكان مناسب لكثير من الحيوانات مثل الماعز، النمور، الخنازير البرية، ابن آوى، الثعالب و(97) نوع مختلف من الطيور وانواع مختلفة من الزواحف. ويُعتبَر النسر الذهبي من الطيور التي تعيش في هذه المنطقة فقط.

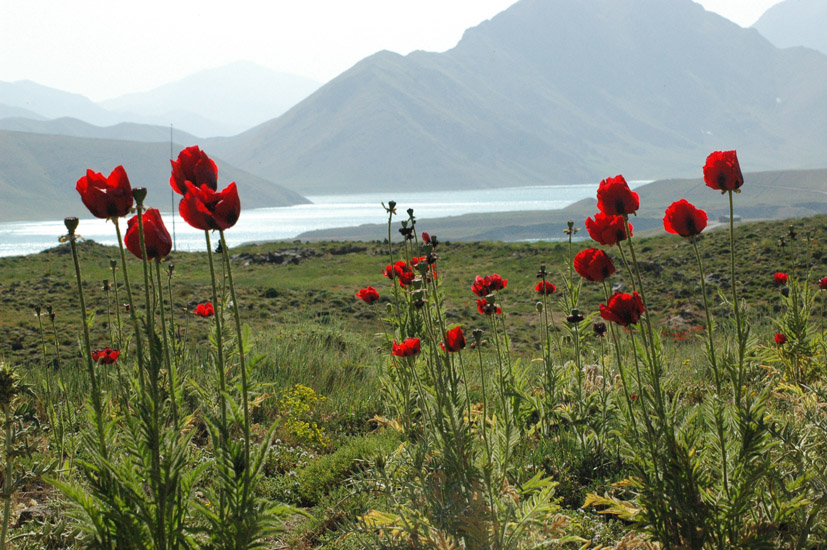

## طالع ايضاً
- سد ألبرز
- سد الرستن
- سد الروافعة
- سد مأرب
- سد كاريبا